# Макино, Юи
Юи Макино (яп. 牧野由依) (род. 19 января 1986 года в Токио) — японская актриса, певица, сэйю, композитор и пианистка Она наиболее известна по своим работам в аниме Tsubasa: Reservoir Chronicle и «Ария». Умеет говорить по-английски на базовом уровне. Среди поклонников известна как заботливая и вежливая девушка, за что они её иногда называют уменьшительно-ласкательными именами: «Ютти», «Маки-Маки» или просто «Юи-тян». Себе же самой Макино дала имя «Юи-химэ» («химэ» — благородная дева).

## Работа сэйю
Впервые она принимала участие в озвучивании персонажа «Сестра» в короткометражном аниме-фильме Bavel no Hon, когда ей было всего 10 лет. Юи является детским сэйю.
Благодаря детскому и звонкому голосу Макино часто озвучивает весёлых, наивных и милых девочек, хотя среди её ролей можно встретить и таинственных девушек, девчонок-сорванцов и даже чувственных персонажей.

## Музыкальная карьера
Макино занимается игрой на фортепиано с четырёхлетнего возраста. Её талант к игре на пианино был обнаружен режиссёром Сюндзи Иваи, когда Макино было семь лет, с 8 до 17 лет она сыграла соло на фортепиано в трёх его фильмах: «Любовное письмо», «Всё о Лили Чоу-Чоу» и «Хана и Алиса». В марте 2008 года Макино окончила Токийский музыкальный колледж по классу фортепиано, набрав лучшие основные баллы на своём курсе.
Юи дебютировала как певица в 2005 году с песней «Omna Magni», её продюсером стала Ёко Канно. Эта песня была использована в качестве эндинга для аниме «Акварион». В апреле того же года она также дебютировала как сэйю в главной роли — принцессы Сакуры (Tsubasa: Reservoir Chronicle) и записала нескольких песен для саундтрека.
Её дебютный альбом, Tenkyū no Ongaku, вышел 6 декабря 2006 года (11957 проданных копий). В январе 2008 года Макино исполнила свой первый сольный концерт в «Fuchuno Mori Geijutsu Gekijo Wien Hall» в Токио, где пела и аккомпанировала себе на фортепиано. Второй её альбом, Makino Yui, вышел 26 марта 2008 года (10384 проданных копий), третий альбом, Holography, — 6 июля 2011 года.

## Выступления за границей
- В 2007 году она была приглашена представлять Японию по культурному обмену с Китаем.
- Июль 2009 года — выступление на «Japan Expo» во Франции.
- Сентябрь 2009 года — почётный гость на Нью-Йоркском аниме-фестивале, США.
- 26 декабря 2009 года — музыкальный концерт на мероприятии EOY в центре драмы и национальной библиотеке Сингапура[2].
- 16 января 2010 года — концерт в Корее.
- 19 июня 2010 года — концерт в Риме, Италия[3].
- 21 июня 2010 года — в качестве гостя на «Ongaku no Hi» во Франции.
- Ноябрь 2011 года — аниме-фестиваль в Шанхае, Китай.
- 1-2 декабря 2012 года — выступление в качестве хэдлайнера на фестивале японской современной культуры J-FEST в Москве, Россия[4].

## Видео-ссылки
- Макино Юи на J-Fest 2012 в Москве (4 части): Amrita; Ao no Kaori, Undine; Cluster, Modokashii Sekai no Ue de; Onegai Jun Bright // UniConCorp
- Саундтрек «You are my love» из аниме «Tsubasa: Reservoir Chronicle» в переложении на русском языке (daifuku17), — Youtube.com